# 월리스 커리우드
월리스 커리우드(Wallis Currie-Wood, 1991년 8월 12일 ~ )는 미국의 배우이다.
마담 세크리터리에서는 똑똑하면서도 사고치는 딸로 나오며, 영화 "인턴"에서는 면접에 아주 잠깐 등장한다.

## 출연 작품
- 인턴 (2015)